# Alexandre de Steenhault de Waerbeek
Jean François Alexandre de Steenhault de Waerbeek (Vollezele, 19 oktober 1789 – Mechelen, 23 februari 1845) was een Zuid-Nederlands politicus.

## Levensloop
Hij was de zoon van Jean-Augustin en aldus lid van het geslacht De Steenhault de Waerbeek.
Onder het Franse keizerrijk werd hij officier in een artillerieregiment. In 1815 trouwde hij in Mechelen met Caroline de Richterich (1789-1852), dochter van Jean-Théodore de Richterich, die onder het ancien régime griffier en secretaris was van de Grote Raad van Mechelen. In 1816, ten tijde van het Verenigd Koninkrijk der Nederlanden, werd hij erkend in de erfelijke adel met de titel baron, overdraagbaar bij eerstgeboorte en benoemd in de Ridderschap van de provincie Antwerpen.
Hij werd lid van de Provinciale Staten van deze provincie en burgemeester van Mechelen. Dit laatste mandaat oefende hij uit van 1842 tot aan zijn dood.
In de Stedelijke Musea Mechelen bevindt zich een borstbeeld in gips vervaardigd door Oct. Huysmans in 1899, alsook een borstbeeld in witte steen gekapt door Hendrik Van Eygen omstreeks 1931.